# Kościół Starokatolicki w Holandii
Kościół Starokatolicki w Holandii (nl: De Oud-Katholieke Kerk van Nederland)  – kościół starokatolicki zwany niekiedy Kościołem Utrechckim, będący wiodącym członkiem Unii Utrechckiej Kościołów Starokatolickich. Zwierzchnikiem kościoła jest arcybiskup Utrechtu Bernd Wallet.

## Historia
Kościół Utrechcki uznany przez państwo jako Kościół Rzymskokatolicki Starobiskupiego Kleru swą genezą sięga czasów anglosaskiego mnicha i apostoła Fryzji: św. Wilibrorda, który w 695 r. został pierwszym arcybiskupem Utrechtu. Biskupi utrechccy już w średniowieczu wyróżniali się daleko idącą niezależnością od Rzymu, co przejawiało się  m.in. w praktykach wyboru biskupów przez kapitułę. Po roku 1517 napięcia i konflikty religijne w Niderlandach wystąpiły ze szczególnym nasileniem. Reformacja zyskała tu wielu zwolenników. W 1566 r. doszło w Holandii do powstania przeciwko Hiszpanom. We Flandrii i Brabancji wybuchły zamieszki. Łupiono kościoły i klasztory, napadano na duchowieństwo. Powstańcze władze Holandii zakazały odprawiania nabożeństw katolickich. Pokój zawarty w 1648 r. zakładał, że zarząd protestanckich magistratów zostanie przekazany stanom północno-niderlandzkim. Od początku jednak sprawę utrudniała kuria rzymska przysyłając do Holandii jezuitów, którzy hołdowali silnemu centralizmowi rzymskiemu. Jezuici lekceważyli wskazania arcybiskupa Utrechtu, formując jednocześnie pogląd, jakoby cała Holandia miała być terenem misyjnym, toteż szybko zrazili sobie miejscowe katolickie duchowieństwo diecezjalne oraz krajowe kierownictwo kościelne, które trzymało się starokościelnych praw autonomii narodowej, a w nauce wiary – zasad starego Kościoła.
Jednakże bezpośrednim powodem powstania niezależnego Kościoła Utrechtu było pomówienie przez jezuitów – katolików holenderskich, głównie zaś arcybiskupa Piotra Codde o sprzyjanie jansenizmowi. Na skutek wrogiego nastawienia holenderskiej zwierzchności protestanckiej do katolików, ks. Piotr Codde nie otrzymał tytułu arcybiskupa Utrechtu, ale arcybiskupa Sebasty z obowiązkiem administrowania kościołem w Utrechcie.  W 1702 r. został on suspendowany przez papieża, a niedługo potem odwołany z funkcji. 27 kwietnia 1723 r. Arcybiskupia Kapituła Utrechcka na mocy przysługującego jej prawa wybrała na stanowisko arcybiskupa Utrechtu Corneliusa Steenovena i powiadomiła papieża o wyborze. Gdy nie doczekano się odpowiedzi Ojca świętego, a na zwołanie soboru nie było widoku, nastąpił rozłam między Kościołem Utrechtu a Rzymem. Kościół Utrechcki stał się samodzielny: w 1724 w Amersfoort utworzono Arcybiskupie Seminarium Duchowne, zostały także obsadzone wakujące siedziby biskupie w Harlemie i Deventer. Po I Soborze Watykańskim Kościół Utrechcki przyszedł z pomocą kościelną nowo powstałym Kościołom Starokatolickim – przełomowym momentem okazało się powołanie w 1889 r. Unii Utrechckiej Kościołów Starokatolickich. W 1907 r. z rąk biskupów Kościoła Starokatolickiego w Holandii ks. Franciszek Hodur otrzymał sakrę biskupią, zaś dwa lata później godność ta spotkała ks. Jana Michała Kowalskiego.
W 1910 r. wprowadzono język ojczysty do liturgii. W 1922 zniesiono celibat duchownych. Od roku 1966 trwa ekumeniczny dialog między Kościołem Rzymskokatolickim a Kościołem Starokatolickim w Holandii. W 1997 Międzynarodowa Konferencja Biskupów Starokatolickich, wydała oświadczenie w którym czytamy m.in. „niektóre Kościoły starokatolickie ze względu na wiarygodność ich posłannictwa uważają święcenia kapłańskie kobiet za konieczne i dlatego chcą je jak najrychlej urzeczywistnić.” Pierwszych święceń kapłańskich udzielono kobietom w Kościele Starokatolickim w Holandii w 1998 r. Od 2002 udzielane są błogosławieństwa parom homoseksualnym.

### Starokatoliccy arcybiskupi Utrechtu
- 1723–1725 Korneliusz Steenoven
- 1725–1733 Korneliusz Jan Barchman Wuytiers
- 1733–1739 Teodor van der Croon
- 1739–1767 Piotr Jan Meindaerts
- 1768–1797 Walter van Nieuwenhuisen
- 1797–1808 Jan Jakub van Rhijn
- 1808–1814 vacat
- 1814–1825 Willibrord van Os
- 1825–1858 Jan van Santen
- 1858–1873 Henryk Loos
- 1875–1892 Jan Heijkamp
- 1892–1920 Gerard Gul
- 1920–1937 Franciszek Kenninck
- 1937–1970 Andrzej Rinkel
- 1970–1982 Marinus Kok
- 1982–1999 Antoni Glazemaker
- 2000–2020 Joris Vercammen
- od 2021 – Bernd Wallet

## Nauka Kościoła Starokatolickiego w Holandii
Doktryna Starokatolicka opiera się na nauce niepodzielonego Kościoła Powszechnego pierwszych wieków, ujętej w ustaleniach Soborów Ekumenicznych. Starokatolicy najwyższą cześć oddają Bogu, wyznają wiarę w realną obecność ciała i krwi pańskiej w Eucharystii, zaś komunia jest udzielana pod dwiema postaciami: chleba i wina. Eucharystia nie jest w starokatolicyzmie powtórzeniem ofiary Chrystusa, a jej upamiętnieniem czy też uobecnieniem. W starokatolicyzmie istnieje również kult Maryi Panny, jednak odrzucany jest dogmat o jej Niepokalanym Poczęciu i Wniebowzięciu, zniesione zostały dogmaty przyjęte przez Kościół zachodni po rozłamie z Kościołem wschodnim. Starokatolicy oddają cześć także aniołom, apostołom, męczennikom i świętym. Kościół umożliwia spowiedź w konfesjonale, ale wiernym odpuszcza się grzechy także w trakcie mszy podczas spowiedzi powszechnej. Kościoły starokatolickie nie uznają nieomylności i władzy papieży.

## Duchowni
Obecnie Kościół liczy 46 księży w 48 parafiach.
Duchownym Kościoła starokatolickiego może być zarówno mężczyzna jak i kobieta, który(a) ukończył(a) wyższe studia teologiczne na uniwersytecie oraz Arcybiskupie Seminarium Duchowne w Amersfoort i zdał(a) Egzamin Kościelny dopuszczający do święceń. Biskupem (biskupką) w Kościele starokatolickim może być kapłan (kapłanka) wybrany przez Synod Ogólnokrajowy, konsekrowany(a) przez przynajmniej trzech biskupów – członków Międzynarodowej Konferencji Biskupów Starokatolickich Unii Utrechckiej. Kapłanów (Kapłanki) nie obowiązuje celibat. W Holandii obowiązują stroje liturgiczne podobne jak w Kościele rzymskokatolickim.

## Administracja

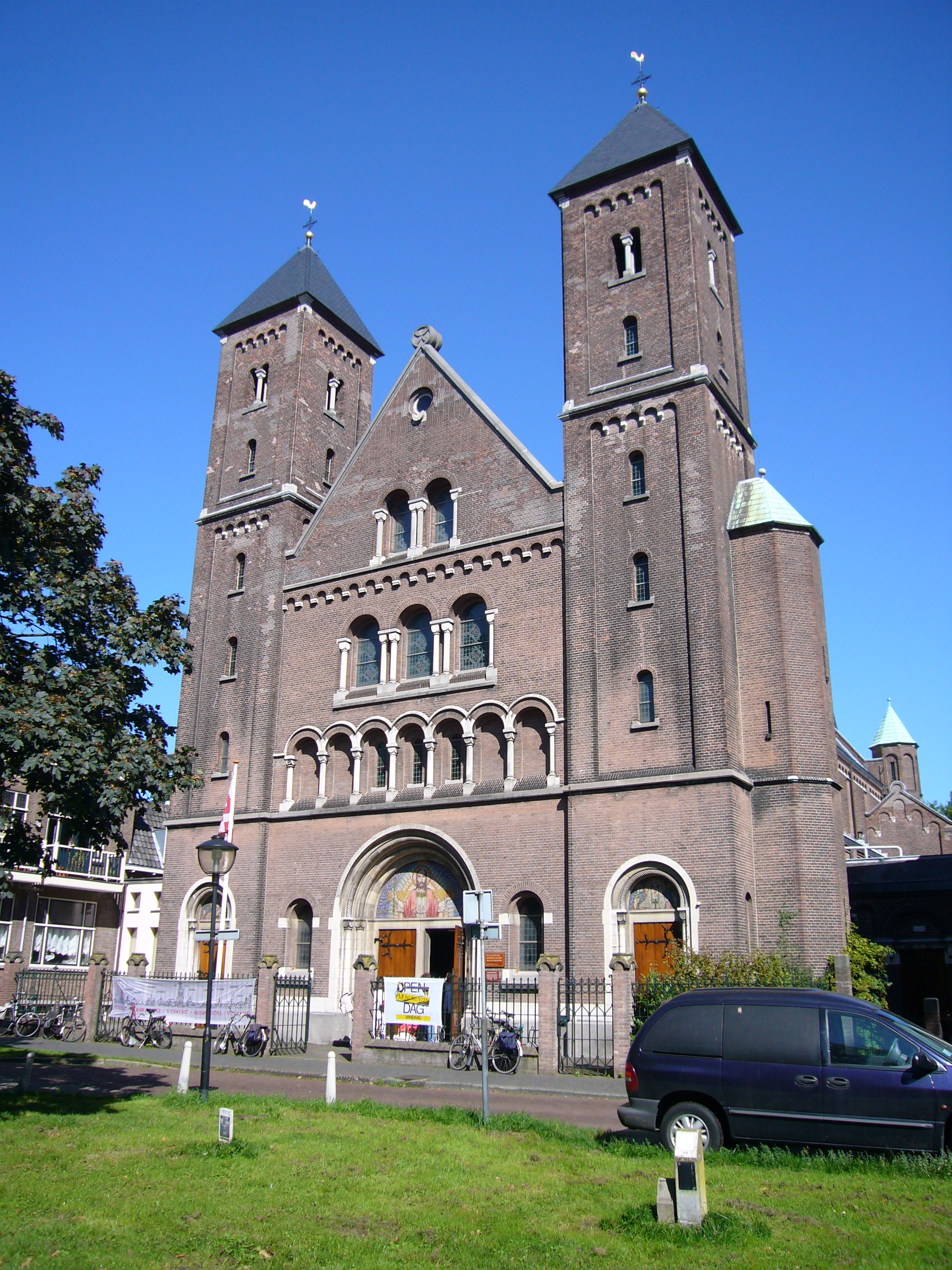
Katedra św. Gertrudy w Utrechcie

Kościół Starokatolicki w Holandii tworzą dwie diecezje:
- Archidiecezja Utrechtu

Katedra: Katedra św. Gertrudy w Utrechcie
Ordynariusz: Abp dr Joris August Odilius Ludovicus Vercammen
Liczba parafii: 18
- Diecezja Haarlemu

Katedra: Katedra św. Anny i Najświętszej Maryi Panny w Haarlemie
Ordynariusz: Bp dr Dirk-Jan Schoon
Liczba parafii: 10
- Diecezja Deventer

Biskupstwo tytularne.